# Triebenbach (Laufen)
Triebenbach ist ein Gemeindeteil der Stadt Laufen im Landkreis Berchtesgadener Land in Bayern. Bis zur Eingemeindung 1970 war Triebenbach eine eigenständige Gemeinde im damaligen Landkreis Laufen.

## Gemeindeteile

Das Gemeindegebiet auf einer Karte aus dem Jahr 1879. Ständige Veränderungen der Salzach vor deren Begradigung verhindern eine genau Grenzziehung im Osten. (Original und Bearbeitung Stadtarchiv Laufen)

Orte der nur etwa 3,8 km² großen Gemeinde waren Triebenbach, Abfalter, Birnau, Daxmühle, Heiningermühle, Mayerhofen, Niedervillern und Sturz.

## Geschichte
Auf eine frühgeschichtliche Besiedlung des Gemeindegebietes weisen Grabfunde aus der Bronzezeit hin, die jedoch im Dezember 2016 durch Grabräuber zerstört wurden. Mit der Verleihung der Vogtei an die Familie der Kuchler 1345 begann die Zeit der eigenständigen Niedergerichtsbarkeit, die bis 1824 andauerte, und der Hofmark Triebenbach. 1355 folgte das Recht auf Errichtung einer Burg, die im Laufe der Zeit zum heutigen Schloss Triebenbach ausgebaut wurde.
Besonders belastet wurde das ehemalige Gemeindegebiet durch häufige Hochwasser der Salzach und der Sur, deren Mündung bei Triebenbach liegt.
Bis 1970 war Triebenbach eine Gemeinde im damaligen Landkreis Laufen. Im Jahr 1970 erfolgte die Eingemeindung in die Stadt Laufen.